# Tjeneste
 Denne artikel omhandler service forstået som ikke-materielle produkter. Opslagsordet har også en anden betydning, se Service (spisestel).
En tjeneste, også kaldet tjenesteydelse, service eller serviceydelse, er et udtryk, som anvendes indenfor økonomi om alle ydelser, der kan omsættes på et marked, men ikke har karakter af varer. En tjeneste er altså af immateriel karakter. Tjenester deles i to kategorier: Offentlige og private. Hvis tjenesteydelser kan prisfastsættes og omsættes på et marked, indgår de i nationalregnskabet på samme måde som andre omsættelige værdier. Hvis de finansieres ved de offentlige skatter, indgår de i nationalregnskabet med de omkostninger, som de har affødt.
I Danmark og de fleste andre vestlige lande udgør serviceerhvervene - de erhverv, der frembringer tjenester - størstedelen af økonomien. I Danmark udgør disse erhverv op mod 80 % af såvel beskæftigelsen som Danmarks bruttoværditilvækst. De traditionelle erhverv som industri og landbrug står tilsammen for den resterende omtrentlige femtedel.

## Juridisk definition
OECD har udarbejdet en modeloverenskomst for økonomiske ydelser, der fastlægger tjenesteydelser som kontraktforhold, men ikke fastlægger nogen egentlig afgrænsning, der kan anvendes til at sondre mellem varer og tjenesteydelser.
I EU-retten er tjenesteydelser underlagt et særligt direktiv. Her defineres tjenesteydelser som alle ydelser mod betaling, der ikke er omfattet af reglerne for varer, arbejdskraft og kapital.